# Österreichischer Bauherrenpreis 2005
Mit dem Österreichischen Bauherrenpreis der Zentralvereinigung der Architekten Österreichs wurden im Jahr 2005 die folgenden Projekte ausgezeichnet:
| Realisierung                                                 | Bauherr                                                                                     | Planer                                           |
| ------------------------------------------------------------ | ------------------------------------------------------------------------------------------- | ------------------------------------------------ |
| MQ-West in Wien                                              | Kallco Bauträger GmbH mit Winfried Kallinger                                                | Carl Pruscha, Günther M. Holnsteiner             |
| Art for Art House in Haringsee                               | Art for Art Theaterservice GmbH mit Josef Kirchberger                                       | Gerhard Steixner                                 |
| Generalsanierung und Erweiterung Einfamilienhaus in Dornbirn | Stefan und Andrea Grabher                                                                   | raumhochrosen architekturerzeugnisse             |
| FeuerWerk Binder in Fügen im Zillertal                       | Hans Binder                                                                                 | Helmut Reitter                                   |
| Eurospar in Leibnitz                                         | Spar Österreichische Warenhandels-AG mit Dir. Erwin Schmuck und Monika Zieger               | Riegler Riewe                                    |
| Sudhaus des Adambräu in Innsbruck                            | Stadt Innsbruck, Innsbrucker Immobilien GmbH, BM Hilde Zach, Helmut Rofner, Johann Newerkla | Rainer Köberl, Giner + Wucherer, Andreas Pfeifer |